# Горица (дем Янина)
Вижте пояснителната страница за други значения на Горица.
Горица (на гръцки: Γορίτσα) е планинско село на 10 км южно от Янина. Отбелязано в гръцките административни регистри през 1919 г. след края на Първата световна война.